# Max Lohfing

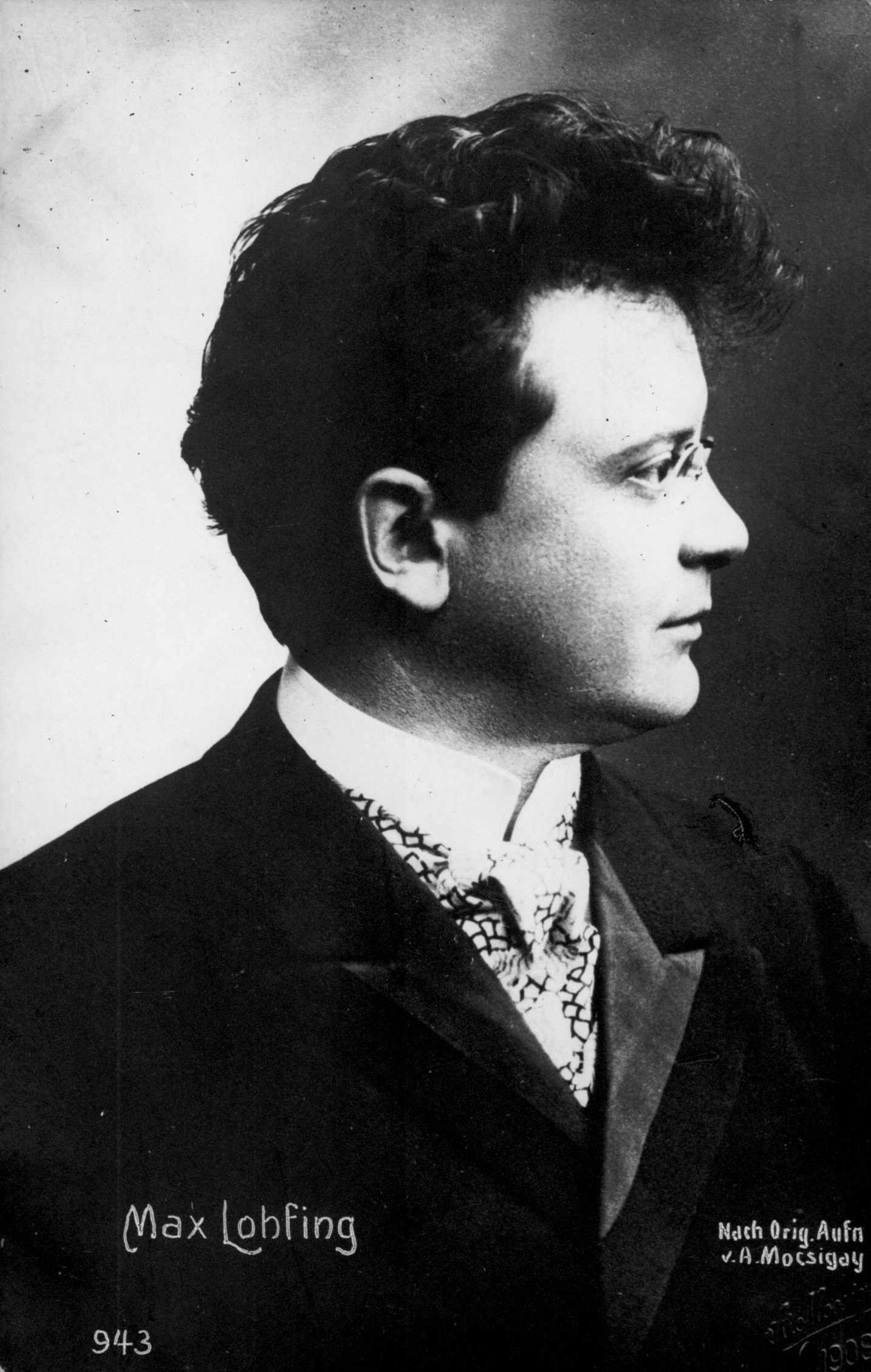
Max Lohfing etwa 1910, Foto von Arnold Mocsigay

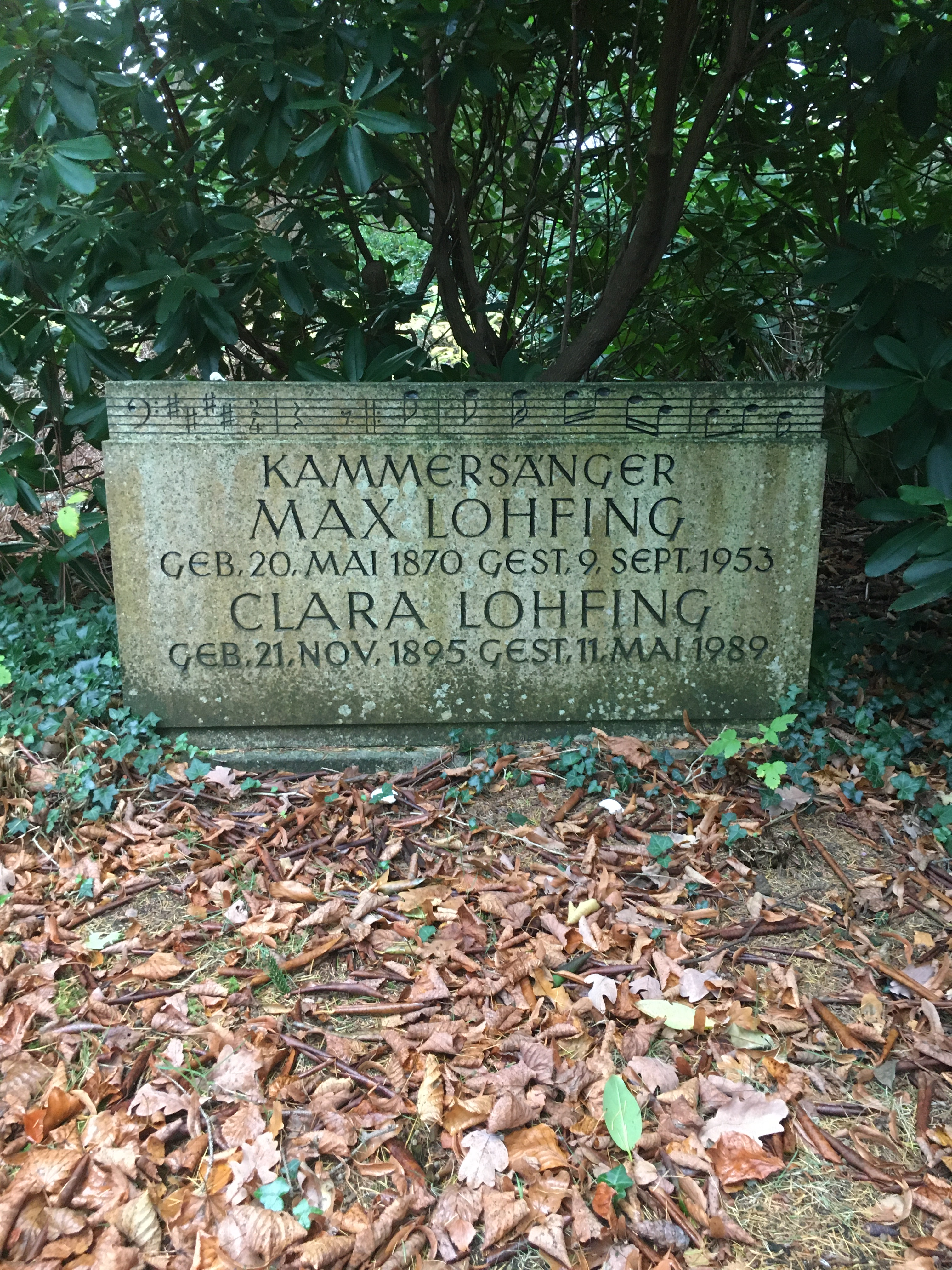
Grabstätte Max Lohfing auf dem Friedhof Ohlsdorf

Max Lohfing (* 20. Mai 1870 in Blankenhain; † 9. September 1953 in Hamburg) war ein deutscher Opernsänger (Bass).

## Leben
Max Lohfing arbeitete zunächst als Volksschullehrer, ehe er bei Bodo Borchers Gesangsunterricht nahm. In der Rolle des Eremit in Carl Maria Webers Oper Der Freischütz gab er 1894 am Stadttheater Metz sein Bühnendebüt. 1896 wechselte Lohfing an das Stadttheater Stettin, von dort 1898 an das Hamburger Stadttheater, der heutigen Staatsoper, der er bis 1935 angehörte. Seine Antrittsrolle war hier Sir John Falstaff in Die lustigen Weiber von Windsor von Otto Nicolai, später wirkte er in einer Vielzahl von Uraufführungen mit. Gastspiele gab Lohfing während dieser Zeit unter anderem wiederholt an der Hofoper Berlin, 1902 bei den Bayreuther Festspielen (hier als Daland in Der fliegende Holländer und als Hunding in der Walküre, beide von Richard Wagner), von 1904 bis 1906 am Stadttheater Zürich, 1906 und 1908 an der Volksoper Wien und 1907 im Londoner Royal Opera House. 1904 hatte er mit Katharina Fleischer-Edel und Willi Birrenkoven auf der Weltausstellung in St. Louis gastiert.
Lohfing, der sich insbesondere durch Buffo-Rollen einen Namen machen konnte, trat 1940 letztmals in Hamburg auf. Er lebte im Stadtteil Borgfelde. 1953 starb er 83-jährig und wurde auf dem Friedhof Ohlsdorf im Planquadrat P 8 beigesetzt. Den oberen Rand des Grabsteines zieren Noten der Arie Aus diesen heil'gen Hallen aus der Oper Die Zauberflöte von Wolfgang Amadeus Mozart. Sein jüngerer Bruder Robert (1876–1929) war ebenfalls Opernsänger.
Max Lohfing hinterließ Schallplatten der Marke G&T (Hamburg 1904), Odeon (Berlin 1906 und 1913), Parlophon (Berlin 1911), Gramophone (Berlin 1911) und Pathé (Berlin 1912–13).

## Weitere Rollen (Auswahl)
- Sarastro in Die Zauberflöte von Wolfgang Amadeus Mozart
- Marcel in Die Hugenotten von Giacomo Meyerbeer
- Kardinal Jean-François de Brogni in Die Jüdin von Fromental Halévy
- Mephisto in Faust von Charles Gounod
- Ramfis in Aida von Giuseppe Verdi
- Bassi in Alessandro Stradella von Friedrich von Flotow
- Sulpice in Die Regimentstochter von Gaetano Donizetti
- Baculus in Der Wildschütz von Albert Lortzing
- Rocco in Fidelio von Ludwig van Beethoven
- Basilio in Der Barbier von Sevilla von Gioachino Rossini
- Plumkett in Martha von Friedrich von Flotow
- Figaro in Figaros Hochzeit von Wolfgang Amadeus Mozart
- Baron Ochs in Der Rosenkavalier von Richard Strauss (Hamburger Erstaufführung, 1911)

## Mitwirkung an Uraufführungen in Hamburg
- 29. Januar 1904: Der Kobold von Siegfried Wagner
- 13. Oktober 1905: Bruder Lustig von Siegfried Wagner
- 3. Dezember 1907: Tragaldabas von Eugen d’Albert
- 27. Januar 1908: Sternengebot von Siegfried Wagner
- 4. November 1908: Versiegelt von Leo Blech
- 6. November 1909: Izeÿl von Eugen d’Albert
- 13. April 1912: Die Brautwahl von Ferruccio Busoni
- 4. Februar 1918: Meister Grobian von Arnold Winternitz
- 31. Oktober 1923: Mareike von Nymwegen von Eugen d’Albert

## Auszeichnungen
- 1934: Johannes-Brahms-Medaille
- Ehrenmitglied der Hamburgischen Staatsoper
- Ernennung zum Kammersänger